# 장자커우시
장자커우시(중국어: 张家口市, 영어: Zhangjiakou)는 중국 허베이성(河北省)의 지급시이다. 인구는 454만, 면적은 36,861.56km2이다.

## 이름
장자커우는 중국어로 张家口라고 쓰며 ‘장씨 가족의 문’이라는 뜻이다. 역사적으로 장자커우는 20세기 중반까지 칼간이라는 이름으로 알려져 있었는데, 이는 몽골어로 ‘(만리장성의) 문’을 뜻하는 단어에서 따온 것이다. 장자커우는 그 전략적인 위치 때문에 ‘베이징의 북쪽 문’이라는 별칭이 붙여졌다.

## 역사
장자커우는 역사적으로 만리장성의 주요한 관문 중 하나였다. 1211년 8월, 칭기스칸(成吉思汗)이 9만 명의 군대를 이끌고 45만의 금나라 군대를 격파하였다. 1251년에는 몽케 칸(蒙哥汗)에 의해 남부군총사령관 총령 막남한지사무에 임명된 쿠빌라이 칸(忽必烈汗)이 금련지막부를 설치하고 중국 정벌을 준비하였다.
명나라 때에는 인근 회래현(懷來縣)에서 토목보의 변(土木堡의 變)이 일어났다. 19세기 초 장자커우는 교역로에 있어 번성하였다. 초가을에는 차를 운반하는 긴 낙타행렬이 도시를 지나갔다. 러시아 상인 중 일부는 도시에 영구적인 거주지와 창고를 짓기도 했다.
1909년 10월, 경장철도가 개통하여 베이징(北京)과 철로로 연결되었다. 1920년대에는 김규식, 이태준 등 한국인 독립운동가들이 장자커우 주변에서 활동하였다. 1939년 중일 전쟁 당시에 세워진 일본의 괴뢰 정부인 몽강국(蒙疆國)의 수도였다. 1960년, 중소 분쟁으로 촉발된 중국과 소련 간의 갈등이 고조되자, 군사적 이유로 장자커우는 중요하게 여겨지게 되었다. 장자커우는 ‘베이징의 북쪽 문’이라는 별칭이 붙여졌는데 이는 베이징을 공격하거나 방어하기에 좋은 위치였기 때문이다.

## 지리와 교통
장자커우는 동쪽으로 베이징, 청더와 접하고 있고, 남쪽으로 바오딩, 서쪽으로 산시성 다퉁과 접하며, 북쪽으로는 내몽골 자치구와 접한다. 시의 북서쪽 선화현으로 산시성 다퉁과 연결되는 쉬안다 고속도로가 통과하고, 베이징과 징장 고속도로를 통해 연결된다. 장자커우는 2005년 9월 7일 새 고속도로의 개통으로 멀리 내몽골과도 연결되었다. 장자커우시의 공항은 중국 산시성 다퉁시 윈저우구에 위치해 있다.

## 기후
| 장자커우시의 기후                                             | 장자커우시의 기후 | 장자커우시의 기후 | 장자커우시의 기후 | 장자커우시의 기후 | 장자커우시의 기후 | 장자커우시의 기후 | 장자커우시의 기후 | 장자커우시의 기후 | 장자커우시의 기후 | 장자커우시의 기후 | 장자커우시의 기후 | 장자커우시의 기후 | 장자커우시의 기후 |
| 월                                                            | 1월               | 2월               | 3월               | 4월               | 5월               | 6월               | 7월               | 8월               | 9월               | 10월              | 11월              | 12월              | 연간              |
| ------------------------------------------------------------- | ----------------- | ----------------- | ----------------- | ----------------- | ----------------- | ----------------- | ----------------- | ----------------- | ----------------- | ----------------- | ----------------- | ----------------- | ----------------- |
| 역대 최고 기온 °C (°F)                                        | 9.8 (49.6)        | 18.2 (64.8)       | 27.0 (80.6)       | 33.3 (91.9)       | 36.8 (98.2)       | 39.4 (102.9)      | 41.1 (106.0)      | 37.2 (99.0)       | 35.9 (96.6)       | 27.7 (81.9)       | 20.8 (69.4)       | 14.0 (57.2)       | 41.1 (106.0)      |
| 일평균 최고 기온 °C (°F)                                      | −2.1 (28.2)       | 2.6 (36.7)        | 9.9 (49.8)        | 18.5 (65.3)       | 25.0 (77.0)       | 28.9 (84.0)       | 30.1 (86.2)       | 28.7 (83.7)       | 24.0 (75.2)       | 16.3 (61.3)       | 6.7 (44.1)        | −0.7 (30.7)       | 15.7 (60.2)       |
| 일일 평균 기온 °C (°F)                                        | −8.0 (17.6)       | −4.0 (24.8)       | 3.1 (37.6)        | 11.4 (52.5)       | 18.2 (64.8)       | 22.3 (72.1)       | 24.3 (75.7)       | 22.7 (72.9)       | 17.3 (63.1)       | 9.6 (49.3)        | 0.7 (33.3)        | −6.3 (20.7)       | 9.3 (48.7)        |
| 일평균 최저 기온 °C (°F)                                      | −12.4 (9.7)       | −9.0 (15.8)       | −2.6 (27.3)       | 5.1 (41.2)        | 11.7 (53.1)       | 16.5 (61.7)       | 19.3 (66.7)       | 17.8 (64.0)       | 11.9 (53.4)       | 4.5 (40.1)        | −3.7 (25.3)       | −10.5 (13.1)      | 4.1 (39.3)        |
| 역대 최저 기온 °C (°F)                                        | −24.9 (−12.8)     | −21.9 (−7.4)      | −16.5 (2.3)       | −7.7 (18.1)       | −1.3 (29.7)       | 5.1 (41.2)        | 12.5 (54.5)       | 7.2 (45.0)        | 1.1 (34.0)        | −9.1 (15.6)       | −17.5 (0.5)       | −22.2 (−8.0)      | −24.9 (−12.8)     |
| 평균 강수량 mm (인치)                                         | 2.5 (0.10)        | 3.1 (0.12)        | 9.1 (0.36)        | 20.3 (0.80)       | 37.9 (1.49)       | 66.3 (2.61)       | 101.9 (4.01)      | 78.1 (3.07)       | 57.5 (2.26)       | 24.8 (0.98)       | 8.7 (0.34)        | 2.7 (0.11)        | 412.9 (16.25)     |
| 평균 강수일수 (≥ 0.1 mm)                                      | 1.7               | 2.4               | 3.7               | 5.0               | 7.9               | 11.2              | 11.8              | 10.8              | 8.6               | 5.2               | 2.9               | 1.8               | 73                |
| 평균 강설일수                                                 | 2.8               | 3.7               | 3.7               | 1.2               | 0                 | 0                 | 0                 | 0                 | 0                 | 0.3               | 3.1               | 2.5               | 17.3              |
| 평균 상대 습도 (%)                                            | 43                | 39                | 36                | 35                | 38                | 51                | 62                | 63                | 57                | 50                | 47                | 44                | 47                |
| 평균 월간 일조시간                                            | 193.8             | 194.3             | 231.9             | 251.0             | 275.2             | 249.9             | 244.6             | 249.1             | 227.2             | 217.3             | 183.3             | 178.8             | 2,696.4           |
| 가능 일조율                                                   | 65                | 64                | 62                | 63                | 61                | 56                | 54                | 59                | 62                | 64                | 62                | 62                | 61                |
| 출처: 중국기상국 (평년값: 1991년~2020년, 극값: 1971년~2010년) |                   |                   |                   |                   |                   |                   |                   |                   |                   |                   |                   |                   |                   |

## 경제와 교육
인접한 곳에 석탄과 철광석이 풍부하여 철강산업이 발달하기에 이상적인 위치며 또한 중국 내의 중요한 포도주 산지 중 하나이다. 대학으로는 하북북방학원이 있고, 국제적인 네트워크와 관련하여 잘 되어있어서 많은 해외학생들이 이곳에서 공부하고 있다.

## 행정구역

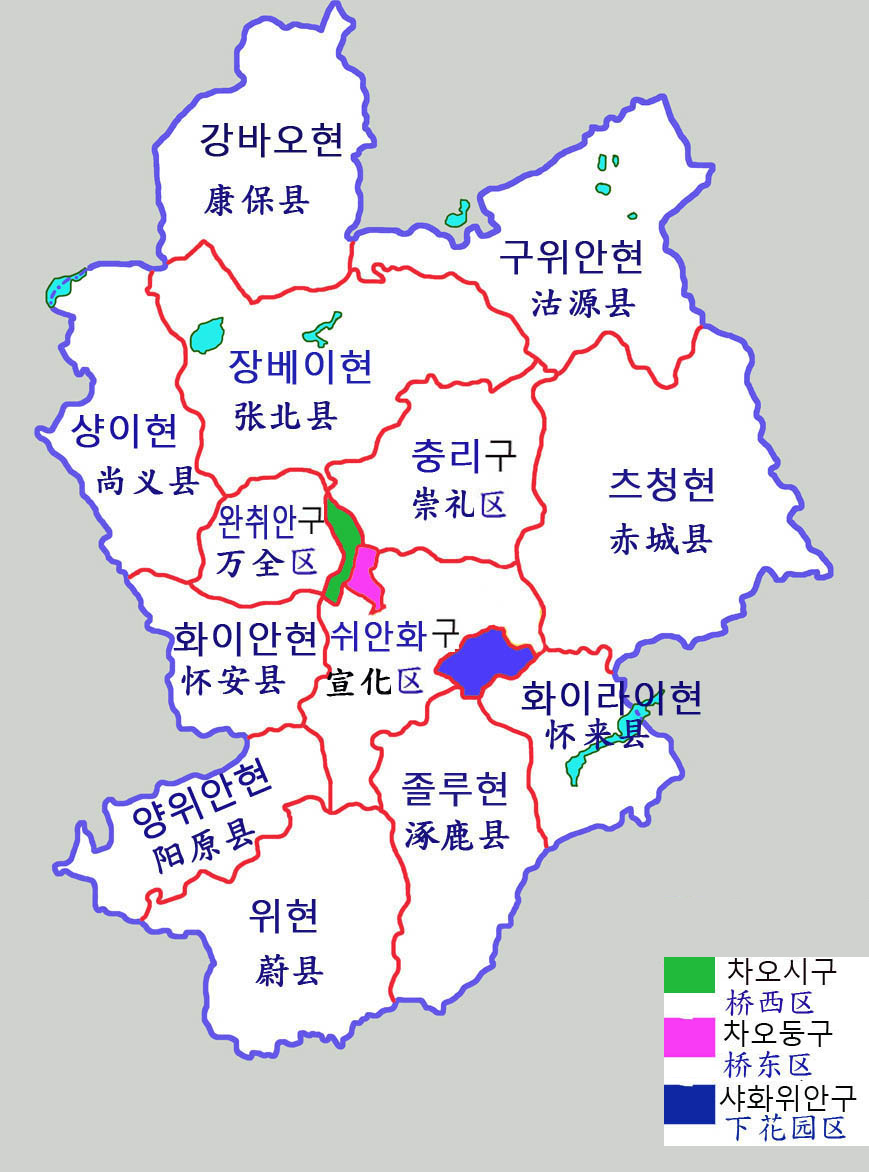
장자커우시 현급구역

### 시할구
- 차오둥 구(桥东区)
- 차오시 구(桥西区)
- 쉬안화 구(宣化区)
- 샤화위안 구(下花园区)
- 완취안 구(万全区)
- 충리 구(崇礼区)

### 현
- 장베이 현(张北县)
- 캉바오 현(康保县)
- 구위안 현(沽源县)
- 샹이 현(尚义县)
- 위 현(蔚　县)
- 양위안 현(阳原县)
- 화이안 현(怀安县)
- 화이라이 현(怀来县)
- 줘루 현(涿鹿县)
- 츠청 현(赤城县)

## 같이 보기
- 탁록 전투